# Vrtovče
Vrtovče so naselje v Občini Ajdovščina.

## Prebivalstvo
Vas ima okrog 100 prebivalcev, ki se po večini ukvarjajo s kmetijstvom.
Etnična sestava 1991:
- Slovenci: 100 (94,3 %)
- Neznano: 6 (5,7 %)